# ۳٬۲٬۱-تری‌آزول
۱،۲،۳-تریازول (به انگلیسی: 1,2,3-Triazole) با فرمول شیمیایی C۲H۳N۳ یک ترکیب شیمیایی است. که جرم مولی آن ۶۹٫۰۶۵۴ g/mol می‌باشد. شکل ظاهری این ترکیب، مایع بی‌رنگ است.